# Jezjuga
Jezjuga (russisk: Eжуга, tr. Jezjuga) er en flod i Arkhangelsk oblast og Republikken Komi i Rusland, er en højre biflod til Pinega i den nordøstlige del af Nordlige Dvinas flodsystem. Jezjuga har en længde på 165 km og et afvandingsareal på 2.850 km². I det øvre løb strømmer Jezjuga gennem et bakket område, i det nedre løb gennem et sumpet lavland med meandre.